# Chesapeake Bay retrívr
Chesapeake Bay retrívr (anglicky: Chesapeake Bay Retriever) je americké psí plemeno původně vyšlechtěné pro přinášení střelených vodních ptáků a honů na divoké kachny. Lidově se mu v Česku říká česepík. Plemeno je uznané Mezinárodní kynologickou federací (FCI), která jej řadí do skupiny slídiči, retrívři a vodní psi, do sekce retrívři, kam se řadí například labradorský nebo zlatý retrívr. Číslo oficiálního standardu je 263.

## Historie

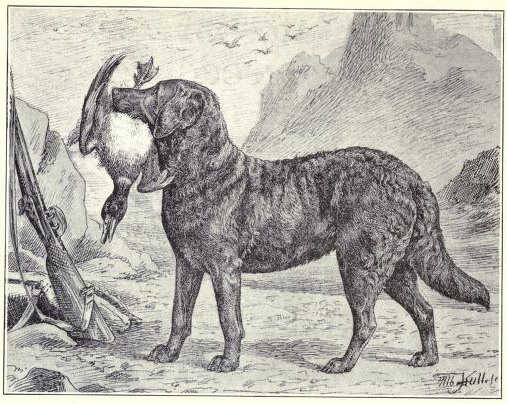
Chesapeake bay retrívr s ulovenou kachnou, 1915

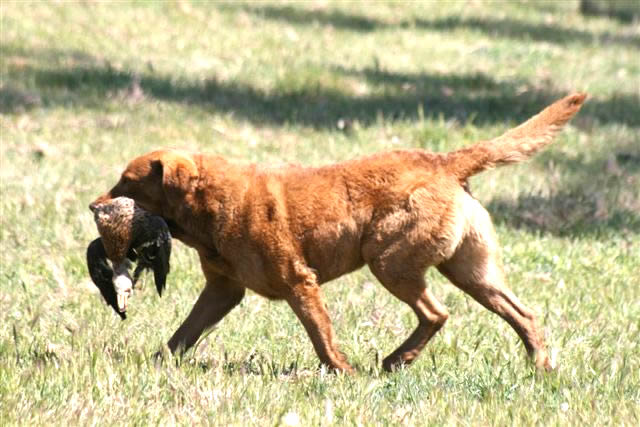
Jedinec s naoranžovělým zbarvením

Chesapeake Bay retrívr byl vyšlechtěn ve Spojených státech amerických v průběhu 19. století. Jeho hlavním využitím bylo aportování střelených vodních ptáků nebo také hon na divoké kachny, avšak v současné době uvidíme Chesapeake Bay retrívry spíše jako společenské psy. Podle pověsti byli předci tohoto plemene přivezeni do Spojených států na anglické lodi, která uvízla v mělkých vodách Chesapeacké zátoky ve státě Maryland. To se stalo roku 1807 a dvě štěňata, která se nacházela v této lodi, červený pes Sailor a černá fenka Canton, byla darována kapitánovi Georgeovi Lawovi, kterému se podařilo anglickou brigu z mělčiny vyprostit. Štěňata byla později křížena s místními psy, především s žlutými a žlutě hnědými kunhaundy. Jejich potomky měli tedy údajně být Chesapeake Bay retrívři. Jak moc je tato pověst pravdivá nelze s přesností určit, avšak žlutohnědí kunhaundi pravděpodobně byli skutečnými předky dnešních česepíků. Samotný Sailor a Canton byli popisováni jako příslušníci plemene St. Johnova vodního psa; dnes již vymřelého plemene, které se podílelo i na šlechtění zlatých retrívrů.
Roku 1855 byl stanoven první standard Chesapeake Bay retrívrů. Od roku 1964 byl chesapeak bay retrívr oficiálně označován jako národní plemeno Marylandu. Právě toto plemeno se také stalo maskotem univerzity Maryland.
Majiteli Chesapeake Bay retrívrů byli například George Armstrong Custer, prezident Theodore Roosevelt nebo herci Paul Walker a Tom Felton.

## Vzhled
Chesapeake Bay retrívr, někdy psáno také Chesapeake Bay retriever, je velké psí plemeno. Svým vzhledem je nezaměnitelné, nejen kvůli mohutnému a dobře osvalenému tělu ale také kvůli zvláštní vlnité srsti, která se nachází pouze na zádech. Ve standardu se cení také čilá a veselá povaha, která je pro česepíky typická. Osrstění se skládá z krátké, tvrdé, vlnité krycí srsti a husté, jemné, vlnité podsady. Takové osrstění bylo postupem času u tohoto plemene vyšlechtěno. Co se týče barvy srsti, pak jsou povoleny všechny odstíny hnědé od čokoládové až po barvu suché trávy.
Hlava Chesapeake Bay retrívra je široká a kulatá, s mírně vyjádřeným stopem. Uši malé, vysoko nasazené, volně visící podél hlavy a středně silné. Oči jsou středně velké, velmi jasné, nažloutlého nebo jantarového zbarvení, s inteligentním a bystrým výrazem. Nosní houba je černá, s dobře otevřenými nozdrami. Zuby musí být silné a zdravé, dává se přednost nůžkovému skusu, ale klešťový je tolerován. Hlava pevně sedí na dlouhém, širokém a dobře osvaleném krku, ten harmonicky navazuje na hřbet. Hřbet je středně dlouhý, široký, s dobře klenutými žebry. Hrudník silný, hluboký a široký. Ocas střední délky, od kořene ke špičce se zužuje a srst na něm nevytváří prapor. V klidu jej pes nosí po hřbetní linií, avšak v rámci výstavního postoje je předepsaný rovně nesený nebo mírně zatočený ocas. Je nežádoucí, aby ocas byl křivý, tedy stočený k jedné straně. Nohy jsou dobře osvalené, dlouhé, zakončené kulatými tlapkami s černými drápky.

## Povaha

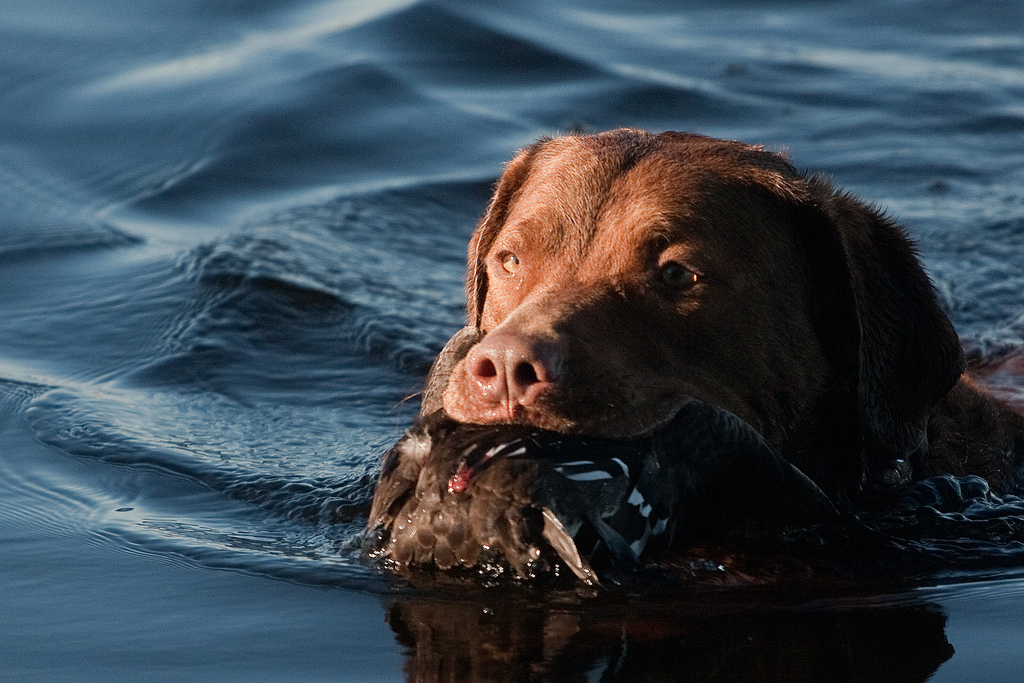
Plovoucí jedinec

Povahově je Chesapeake Bay retrívr mírně odlišný od ostatních retrívrů. Je samostatnější, statečnější, houževnatější a především samostatně přemýšlející pes. Je také čilý, aktivní, energický s téměř nevyčerpatelnou zásobou energie, kterou si může vybít jak na honech, tak při dlouhých procházkách nebo psích sportech, jako je agility nebo dogfrisbee. Jsou silně ochranářští vůči své rodině a mají také silnější sklony k hlídání majetku. Obecně panuje také tvrzení, že jsou Chesapeake Bay retrívři méně společenští, než například flat coated retrívři. Česepíci mají také rozdílný způsob práce; vždy se drží vepředu a snaží se odhadnout vaše záměry, naopak labradoři poslušně vyčkávají na pokyn psovoda, než začnou cokoliv dělat. Toto psí plemeno dobře snáší děti, jejich hry si nechá líbit a pokud mu je něco nepříjemné, prostě uteče. Na druhou stranu, vztah Chesapeake Bay retrívrů s jinými domácími zvířaty bývá dost napjatý. Česepíci mají vyvinuté lovecké pudy a mají proto sklony pronásledovat vše, co se na jejich vkus pohybuje až příliš rychle. Může se stát, že jedinec, který vyrůstá například s kočkou, ji po několika letech soužití začne pronásledovat, dokud ji neuloví a to pouze proto, že ji viděl utíkat. Záleží ale také na povaze jednotlivců. K cizím se tito psi chovají odtažitě, nikoliv ale agresivně nebo plaše.

## Zdraví

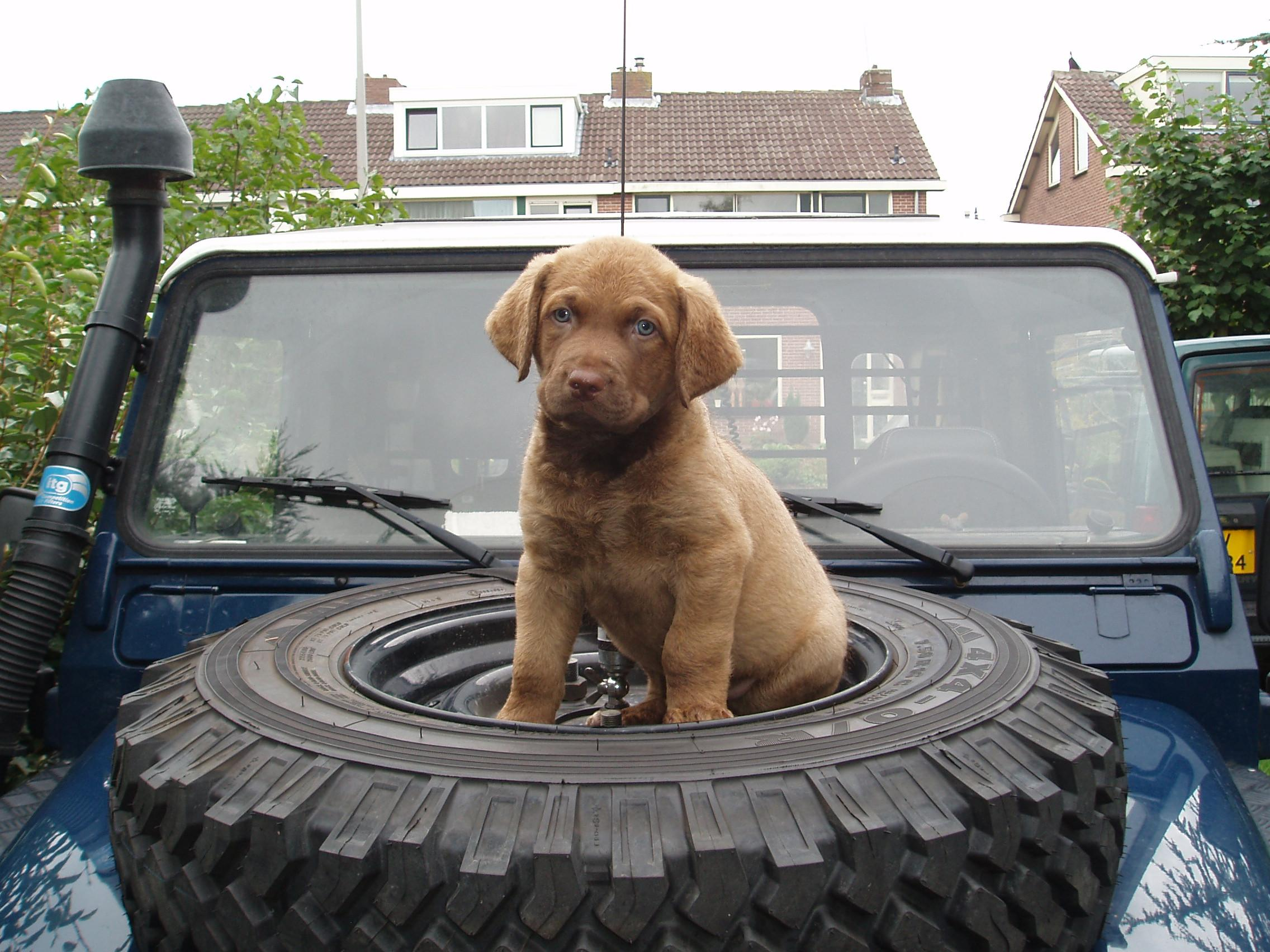
Štěně chesapeake bay retrívra

Chesapeake Bay retrívr je poměrně zdravé psí plemeno, ale společně s ostatní retrívry trpí i na stejné choroby, tou nejčastěji viděnou bývá dysplazie kyčelního kloubu. Ta většinou bývá způsobena dvěma možnými faktory; pes je obézní, nebo byl na jeho klouby v době vývinu kladen příliš velký nátlak. Další, co je u čespíků často k vidění, je Von Willebrandova choroba. Jedná se o vrozenou poruchu srážlivosti krve. Mezi lidmi platí, že potká jednoho člověka z tisíce, u psů je to mnohem častěji a nejen u retrívrů, na tuto chorobu obzvláště trpí například hovawarti. I alopecie je častou chorobou tohoto plemene. Alopecie mohou být zánětlivé nebo nezánětlivé, ty zánětlivé pak bývají spojeny s řadou dalších onemocnění. Ve zkratce se jedná o onemocnění kůže, které s sebou přináší i vypadávají chlupů.